# Avondale Williams
Pour les articles homonymes, voir Williams.
Prince Avondale Williams, dit Avondale Williams, né le 10 octobre 1977, est un footballeur international islo-britannique. Par ailleurs, il a été sélectionneur de l'équipe des îles Vierges britanniques de 2008 à 2016.

## Biographie

### Sélection
Il reçoit sa première sélection le 5 mars 2000 lors d'un match comptant pour les éliminatoires de la Coupe du monde 2002 face aux Bermudes, où il marque son premier but (défaite 1-5).
Il est le meilleur buteur de l'histoire de l'équipe des îles Vierges britanniques avec cinq buts inscrits en quinze sélections entre 1998 et 2012.

## Palmarès
- Veterans FC :
  - Champion de Tortola en 2001.

- Rangers FC :
  - Champion de Virgin Gorda en 2005, 2006 et 2007.

- Islanders FC :
  - Champion des îles Vierges britanniques en 2010, 2011, 2012, 2013, 2014 et 2017.
  - Vainqueur de la Coupe Terry Evans en 2010, 2013 et 2014.

## Statistiques

### Buts en sélection
Le tableau suivant liste tous les buts inscrits par Avondale Williams avec l'équipe des Îles Vierges britanniques.